# Parquet populaire suprême chinois
Pour l'organe judiciaire vietnamien homonyme, voir parquet populaire suprême vietnamien.
Le Parquet populaire suprême (chinois simplifié : 最高人民检察院 ; pinyin : Zuìgāo Rénmín Fǎyuàn Jiānchá Yùan) est l'organe suprême de contrôle, qui exerce de manière indépendante, au nom de l'État, le pouvoir de contrôle judiciaire, et est responsable directement devant le Comité permanent de l'Assemblée nationale populaire. Il a pour tâche principale de diriger les parquets populaires locaux et les parquets populaires spéciaux dans l'exercice du contrôle judiciaire afin d'assurer l'application unifiée et correcte des lois.
Hong Kong et Macao, en tant que régions administratives spéciales, ont leur propre système judiciaire basé sur les traditions de la common law et des traditions légales portugaises respectivement, et sortent du cadre du Parquet populaire suprême.
Le procureur général actuel du Parquet populaire suprême est Jia Chunwang (贾春旺), et le grand procureur en chef est Han Zhubin (韩杼滨).